# Christensonella
Christensonella là một chi thực vật có hoa trong họ Lan.